# Lee Fitzpatrick
Lee Gareth Fitzpatrick (sinh ngày 31 tháng 10 năm 1978) ở Manchester, Anh, là một cầu thủ bóng đá người Anh đã giải nghệ thi đấu ở vị trí tiền vệ cho Blackburn Rovers và Hartlepool United ở Football League.
Ông là anh trai của tiền đạo Ian Fitzpatrick.